# Делядровско-Илинденска епархия
Делядровско-Илинденската епархия (на македонска литературна норма: Дељадровско-илинденска епархија) е епархия на Македонската православна църква, разположена на територията на Северна Македония с център в скопското село Делядровци. Обхваща териториията на община Белимбегово (Илинден). 
Епархията е създадена на 20 юни 2023 година при интеграцията на Православната охридска архиепископия в Македонската православна църква. Епархията е обособена временно до смъртта на митрополита си на територия от Кумановско-Осоговската епархия, а център става Делядровският манастир „Свети Георги“. Има две енории. Начело на епархията стои митрополит Йоаким Делядровско-Илинденски.